# Fernando Rielo Pardal
Fernando Rielo Pardal (Madrid, 28 de agosto de 1923 – Nueva York, 6 de diciembre de 2004), es fundador de los Misioneros y Misioneras Identes (Instituto de Nuevas Formas de Vida Consagrada de la Iglesia católica). También fue pensador, filósofo, metafísico, escritor y poeta. Promovió la ciencia, el humanismo y la mística.

## Biografía
Nació en Madrid en 1923. Era hijo de Enrique Rielo Vivero y de Pilar Pardal Espadero. Su padre era funcionario del cuerpo superior de Correos. Tuvo ocho hermanos de los que sobrevivieron cinco. Siendo niño estuvo a punto de morir en dos ocasiones, pero se recuperó sorprendiendo incluso a los médicos. Cursó primeros estudios en el colegio de los escolapios, en una época convulsa que precedió al estallido de la guerra civil española.
El día en que recibió la primera comunión; 21 de mayo de 1936, preámbulos de la contienda (guerra civil española); estuvo a punto de morir, librándose de ser fusilado por causa de su fe a manos de un miliciano que lo reconoció. También su familia fue perseguida.
A los quince años había leído Fabiola, la novela del Cardenal Wiseman, se hizo una pequeña incisión en la mano y con su propia sangre escribió la «sacra martirial»: Te prometo, Señor, vivir y transmitir el Evangelio con el sacrificio de mi vida y de mi fama, fiel al mayor testimonio de amor, morir por Ti.

En este periodo de su vida se acrecentó su devoción a la Virgen María y a San José. Solía recitar la Salve Regina y el Tantum ergo en la Basílica de la Virgen Milagrosa de los padres paúles. Ese amor por ellos revertiría, a su tiempo, en una teología josefina y aportaciones mariológicas.
Finalizada la guerra, prosiguió los estudios de bachillerato en el Instituto San Isidro de Madrid. En esa época ya mostraba una especial sensibilidad para la música, el teatro, el dibujo y la poesía. También la filosofía, especialmente tras la lectura de la obra de Kant, llamó poderosamente su atención. Fue un gran lector.
Implicado de lleno en una organización juvenil, el 28 de agosto de 1939, cuando se hallaba en un campamento en la sierra de Guadarrama de Madrid, asegura sentir una locución de Dios Padre  invitándolo a vivir la santidad: Hijo mío, sé santo, como Yo tu Padre (celestial) soy santo

. Desde ese momento, intensificó sus acciones encaminadas a mostrarle el amor que le profesaba, manteniendo su promesa de entregarle la vida hasta el fin de sus días. Los dramáticos momentos que atravesaron tanto él como su familia: la guerra con la pérdida de su casa y enseres, el encarcelamiento de su hermano mayor, el hambre y la miseria que asoló a todos, junto a las enfermedades que por ello tuvieron que padecer; no mermaron su vínculo con el Padre celestial.
En 1941, cuando se hallaba terminando el bachillerato en el Instituto San Isidro de Madrid, quiso alistarse en la División Azul, pero su padre enfermó gravemente y tuvo que dejar los estudios y ponerse a trabajar.
En septiembre de 1943, tras haber aprobado las oposiciones de Correos, fue trasladado a la localidad granadina de Ugíjar. Se enamoró de una joven y pensó casarse con ella, lo cual no se concretó pues creía que Dios le llamaba para sí. En enero de 1944 regresó a Madrid. Cumplió el Servicio militar reglamentario para todos los varones españoles, repartido entre su ciudad natal y el Pirineo catalán.
El otoño de ese mismo año, penetró en un templo regido por los padres redentoristas (Madrid): en el hecho que le aconteció después de conversar con uno de los religiosos, creyó ver el signo de Dios para su vida, y por ello ingresó en tal Congregación en 1946. Recibió formación en Nava del Rey (Valladolid) y en Astorga (León); lugar donde, mientras se preparaba para ser ordenado sacerdote, fundó en 1951 el movimiento Christus,
 con la finalidad de impulsar la vivencia íntima de la vocación y acrecentar la fidelidad al carisma de la congregación (inspirados en este movimiento, los misioneros identes promueven el Motus Christi).
En 1950, en una locución con Cristo comprendió que no sería ordenado sacerdote. Y el 24 de diciembre de 1951, en la capilla del convento, tuvo la visión del escudo que formaría parte del Instituto Id de Cristo Redentor que había de fundar y se le entregó su lema: Cree y espera. El 20 de julio de 1954 dejó a los redentoristas. No quería fundar, pero los doce religiosos reconocidos por su piedad, de distintas congregaciones a los que consultó entre 1955 y 1956, juzgaron de forma unánime que debía hacerlo. Y el 6 de enero de 1957 llegó a Santa Cruz de Tenerife. Supo, por una manifestación divina  al entrar en la ciudad, que esta sería un lugar de cruz y de gozo para él, aunque no estaría solo. En pocos meses se produjo una gran expansión apostólica en todas las islas en las que difundió el evangelio acompañado del Equipo Misional
 
que había creado. Fue acogido por el obispo don Domingo Pérez Cáceres y el 29 de junio de 1959 recibió las cartas credenciales de la nueva fundación. Este prelado falleció en agosto de 1961 sin poder darles curso, y con su muerte comenzaron momentos difíciles para la Institución que causaron gran dolor a su Fundador.
En 1967 inició una intensa correspondencia epistolar con Pablo VI, que se prolongó durante todo su pontificado, haciéndole entrega de su doctrina. Le dio a conocer el modelo filosófico que había concebido con objeto de responder a los interrogantes que el ser humano viene planteándose desde hace siglos. Mostró su acuerdo con la Iglesia en todos los ámbitos tratados en el Concilio Vaticano II, entre otros, el celibato sacerdotal, el sacerdocio de la mujer, el derecho a la vida, así como cuestiones de liturgia y de Derecho canónico.
A finales de los años 60 el Instituto comenzó a extenderse por España y en los setenta por el mundo. Durante dos décadas, la de los setenta y ochenta, Rielo Pardal no cesó de visitar sus fundaciones. Desde el principio de la fundación había ofrecido a Cristo su salud para poder ocuparse del Instituto que había erigido. Sufrió varias intervenciones quirúrgicas, algunas de las cuales pudieron costarle la vida, pero no fue impedimento para recorrer todas las fundaciones.
El 22 de diciembre de 1976 se hallaba en Roma camino de Éfeso para encontrarse con María. Y en la Capilla Barberini de la Basílica de San Andrés del Valle, le fue entregado el Rosario Idente: Trisagio para rezo diario de sus hijos. En 1971 proclamó el Catecumenado Idente, haciendo extensiva la espiritualidad idente a niños y a niñas, y creó también la Escuela Idente, que articula un sistema propio de pensamiento, con la finalidad de la defensa del Magisterio de la Iglesia y el diálogo con los intelectuales. Dicha Escuela tiene establecidos convenios con diversas universidades españolas y extranjeras, como Instituto Superior de Ciencias y Letras. En 1975 erigió la Juventud Idente con el único propósito de restaurar la humanidad, comenzando por los propios jóvenes, mediante la promoción, desarrollo y manifestación de los más nobles valores de los seres humanos.
A finales de los años 70, en Estados Unidos, un grupo de profesores de distintas universidades creó la Asociación de Amigos de Fernando Rielo, quienes le dedicaron un homenaje en la Universidad de Georgetown. Esta Asociación fue precursora de lo que sería más tarde la Familia Idente, constituida por miembros laicos que poseen el espíritu idente, sin vínculo de consagración.
En 1981 creó la Fundación Fernando Rielo y promovió el Premio Mundial Fernando Rielo de Poesía Mística. Esta Fundación colabora con varias universidades y centros de cultura e investigación. Promovió la Asociación Sanitaria Fernando Rielo, establecida en Roma para dedicación, en colaboración con Cáritas Internacional, a la asistencia médica y civil de los inmigrantes, y la Escuela Superior de Ciencias Biomédicas Fernando Rielo para postgraduados en el campo de la práctica e investigación médicas.
Los 80 y 90 fueron años de intensa producción poética y filosófica para Rielo Pardal. Su modelo filosófico, modelo genético –que había vislumbrado en Madrid el 30 de mayo de 1963 mientras paseaba por el Parque del Oeste, desarrollado y expuesto dentro de la Escuela Idente–, comenzó a difundirse en distintos paraninfos universitarios y organismos internacionales.
Impartió diversas conferencias en la Sede de la Organización de las Naciones Unidas, invitado por la Pacem in Terris Society; en la Casa de España de Nueva York y en la Organización de los Estados Americanos, así como en las universidades Georgetown, Columbia, y en otras universidades y centros culturales de Hispanoamérica, Francia, Italia y España. Su colección Azul de poesía fue presentada en distintas universidades españolas y extranjeras, siendo traducida a varios idiomas, entre otros, al sueco. Algunas de estas obras fueron prologadas por personalidades tan destacadas como Alonso Zamora Vicente, Hugo Petraglia Aguirre, Jaime Montesinos, Gonzalo Torrente Ballester y Odón Betanzos.
En 1981 abordó un ambicioso proyecto impulsando la creación de la Real Academia de Filosofía en España que obtuvo respaldo de las autoridades académicas de las universidades más representativas de España, Europa, América del Norte y América del Sur, pero su quebrantada salud le impidió materializar este proyecto. Por enfermedad, se le amputó la amputación de su pierna derecha el 2 de diciembre de 1987. Para proseguir su rehabilitación en el hospital Rusk, se trasladó a Nueva York el 22 de octubre de 1988.
Allí, mientras su organismo maltrecho se iba deteriorando progresivamente, continuó su labor apostólica de orden social, fundamentalmente con inmigrantes.
El 23 de enero de 1994 la fundación que había erigido fue reconocida como Asociación Pública de Fieles. Años atrás había accedido a quedar al margen de la misma y no influir en el sentir de sus hijos, como le fue solicitado por altas instancias eclesiales, por lo que en este reconocimiento, tan sufrido y anhelado por él, no se contemplaba su nombre.
Se intensificó su correspondencia epistolar y dedicó parte de su escasa energía a trabajar en su pensamiento filosófico, teológico y poético. Aún tuvo fuerzas para actuar como magnífico anfitrión con profesores, amigos y miembros de la Iglesia, que fueron a visitarle a la ciudad de los rascacielos. El 16 de agosto de 1999 el cardenal Camillo Ruini, entonces vicario para la diócesis de Roma, le visitó en su residencia de Nueva York.
Al inicio del tercer milenio las lesiones físicas se multiplicaron, debilitándole progresivamente. Sometido a nuevas operaciones gravísimas, resistió hasta que el 6 de diciembre de 2004 murió. 
Cuarenta días antes de su fallecimiento el Instituto de Misioneros Identes fue elevado canónicamente a Nueva Forma de Vida Consagrada, siendo Fernando Rielo reconocido en el decreto como su Fundador. Asimismo el 11 de julio de 2009 la Congregación para los Institutos de Vida Consagrada y las Sociedades de Vida Apostólica firmó el decreto de aprobación del Instituto Id de Cristo Redentor, Misioneras y Misioneros Identes como Instituto de Vida Consagrada de Derecho Pontificio.
Su cuerpo yace en la capilla de Nuestra Señora del Rosario, en la cripta de la Catedral de Santa María la Real de la Almudena de Madrid. En esta catedral los misioneros identes tienen dedicada una capilla a Nuestra Señora de la Vida Mística, advocación que su fundador legó a la Iglesia.

### Curiosidades sobre su persona
Escribió una historia de la música. Entre sus compositores favoritos se hallaba Beethoven, siendo la Novena Sinfonía una de sus preferidas. También cinéfilo, dirigió cinefórums; sentía especial admiración por Laurence Olivier y Bette Davis.

## Obra
Fernando Rielo fue un heraldo de la Nueva Evangelización. No puede entenderse nada de lo que hizo al margen del vínculo que mantuvo con la Santísima Trinidad. Su obra filosófica y poética tiene como finalidad llevar al hombre a Dios.
Siempre creyó que Cristo era el gran metafísico por antonomasia y que era Él quien debía sentarse en las cátedras del mundo. Su concepción genética del principio de relación abarca el estudio del ser, de la historia y de la vida, y las causas de sus disgenesias ontológicas, morales, sociales, biológicas. No es simple teoría. En su base se halla esa vivencia que va conduciendo a la perfección.
Su pensamiento representa un nuevo modelo metafísico, la metafísica genética, cuyo fundamento se recoge en el ensayo Teoría del Quijote: Su mística hispánica, escrito en 1982.
En Hacia una nueva concepción metafísica del ser (1988) afirmó que El estudio de esta metafísica genética parece aportar el convencimiento de que el cristianismo halla en Cristo al metafísico que, no sólo redime al ser humano, sino, también, le instruye sobre la constitución ontológica de su ser. Y en una de sus obras inéditas, Introducción a mi pensamiento (1986), recordó que: La referencia a Cristo tiene suma importancia en las esperanzas intelectuales de un cristiano: poder atribuir a Cristo que ha dotado a su Iglesia y al mundo de una metafísica propia para soporte teórico de su teología existencial.

### Distinciones
- Doctor honoris causa por la Universidad Técnica Particular de Loja (Ecuador).
- Membresías:
  - Academia Norteamericana de la Lengua Española,
  - Centro Internacional de Estudios Hispánicos
  - Asociaciones internacionales de filosofía: 
    - Union Mondiale des Sociétés Catholiques de Philosophie,
    - International Society for Metaphysics,
    - y American Catholic Philosophical Association, entre otras.

### Cátedras universitarias
1. En 1996 se creó la Cátedra de Literatura y Pensamiento Español Fernando Rielo en la Universidad de Filipinas para promoción de la cultura hispánica.
2. En 2003 la Universidad Técnica Particular de Loja (Ecuador) creó la Cátedra Fernando Rielo.
3. El 27 de abril de 2013 se creó en la Universidad Pontificia de Salamanca la Cátedra Fernando Rielo.